# Koncertantna simfonija u Es-duru za kvartet puhača i orkestar (Mozart)
Koncertantna simfonija u Es-duru za kvartet puhača i orkestar, KV 297b (KV6 Anh. C14.01), ili Koncertantna simfonija u Es-duru za obou, klarinet, rog, fagot i orkestar je skladba klasične glazbe koja pripisana Mozartu. Autograf je izgubljen, a vjeruje se da je djelo nastalo u Parizu 1778. godine.

## Povijest
Koncertantna simfonija (sinfonia concertante) je glazbena forma iz razdoblja 17. do 19. stoljeća, nastala iz barokne forme concerto grosso i označava skladbu za nekoliko solističkih glazbala i orkestar.
U Köchelovom katalogu KV1 djelo se nalazi pod brojem 9 u dodatku Anhang I. (Izgubljena djela, str. 499). U inačici KV3 djelo je dobilo oznaku KV 297b i ta se oznaka danas najčešće koristi. U najnovijem katalogu KV6 djelo se nalazi u dodatku Anhang C14.01 ( Sumnjiva i pripisana djela, str. 866).
Izvorno djelo koje je Mocart napisao u travnju 1778. godine za vrijeme boravka u Parizu izgubljeno je. Današnja inačica simfonije nađena je u zaostavštini Mocartovog biografa Otta Jahna tek 1870. godine, ali se muzikolozi ne slažu oko vjerodostojnosti dela. U njemu kvartet puhača čine oboa, klarinet, rog i fagot, dok prema Mocartovim pismima solisti su trebali biti flauta, oboa, rog i fagot (klarinet se u Mocartovim djelima prvi put javlja krajem 1785. godine). Svejedno, pisao ga Mocart ili ne, stručnjaci se slažu da je djelo izvrsno, omogućavajući solistima da pokažu svoju virtuoznost.

## O glazbi
Orkestracija: oboa, klarinet, rog i fagot (solisti) i orkestar s 2 oboe, 2 roga, gudači
Tonalitet: Es-dur
Djelo se sastoji od triju stavaka uobičajenih u klasicističkom koncertu.
1. Allegro
2. Adagio
3. Andante con variazioni

### 1.Allegro
Prvi stavak napisan je u sonatnom obliku. Orkestar uvodi ljupku prvu temu, a kvartet zatim uvodi još dvije teme: u prvoj od njih nastupaju zajedno, a u drugoj se solisti razilaze i počinju međusobnu glazbenu konverzaciju. Slijede uobičajeni razvoj i repriza, s napisanom kadencom prije kode (neki skladatelji, pa i Mozart, nisu zapisivali kadence, ostavljajući solistima više slobode u izvođenju).

### 2.Adagio
U drugom stavku solisti nastavljaju razmjenjivati glazbene fraze, koje orkestar spaja kratkim dionicama, dajući stavkuu osjećaj smirenosti.

### 3.Andante con variazioni
Struktura trećeg stavka je "tema i varijacije": ukupno je deset varijacija koje povezuju identični ritorneli orkestra. Iza posljednje varijacije na kratko se tempo mijenja u adagio, prije svečane kode u tempu allegro. Stavak solistima pruža priliku da pokažu svu svoju snagu.
Uobičajeno trajanje simfonije je oko 30 minuta.